# Megachile breviceps
Megachile breviceps là một loài Hymenoptera trong họ Megachilidae. Loài này được Friese mô tả khoa học năm 1898.